# Чукотське море

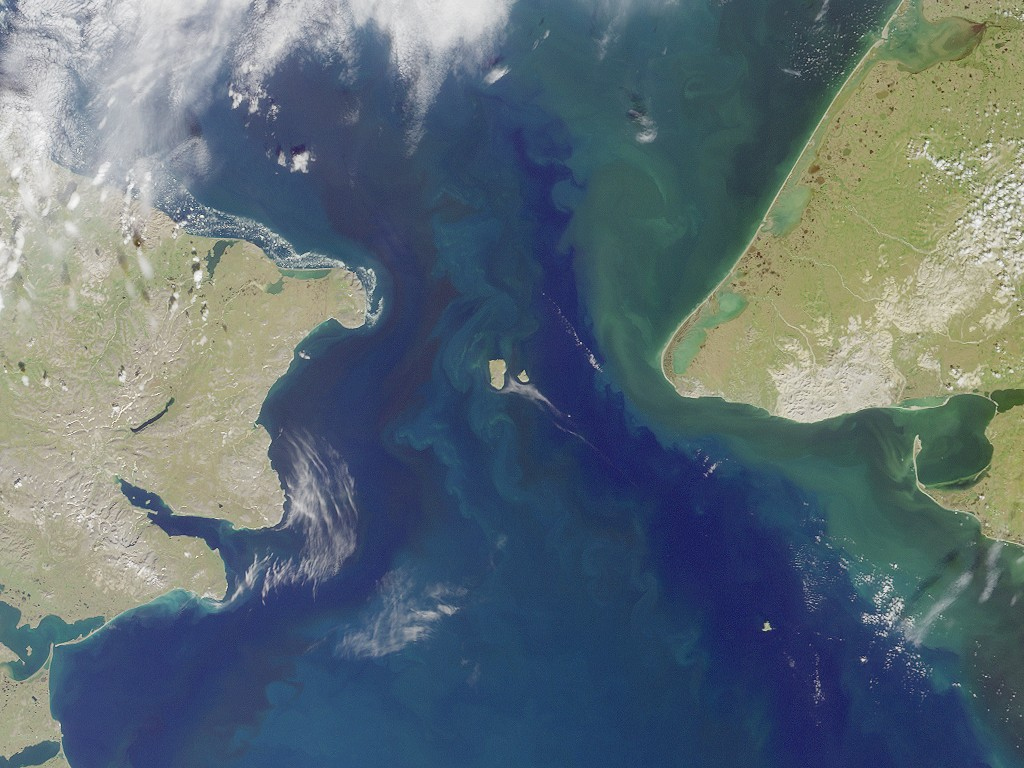
Супутникове фото Берингової протоки

Чукотське море (рос. Чукотское мо́ре, англ. Chukchi Sea) — окраїнне море Північного Льодовитого океану, біля берегів Чукотського півострову і Аляски; сполучене Беринговою протокою з Тихим океаном; обмежено із заходу Протокою Лонга і островом Врангеля, зі сходу мисом Барроу відокремлена від моря Бофорта.
Провідний порт Чукотського моря — Уелен.
Площа 582 тис. км² глибина до 1256 м; розвинене рибальство. Воно судноплавне чотири місяці на рік.
Міжнародна лінія зміни дат перетинає Чукотське море з північного заходу на південний схід. Таким чином вона обминає острів Врангеля і Чукотський півострів.

## Географія
Головна геологічна особливість Чукотського моря — Басейн Надії — який простягся на 700 км і обмежений із північного сходу Хребтом Геральда. Глибини менш ніж 50 м займають 56 % площі. Чукотське море по зрівнянню з іншими морями Арктики має мало островів. Немає взагалі островів у середині моря і лише нечисленні острови лежать уздовж Сибірського узбережжя.
Море назване на честь народу чукчі, які мешкають на його берегах і на Чукотському півострові. Чукчі традиційно займаються ловлею риби, биттям китів і полюванням на моржів на морі.
З Аляскинського берега до моря впадають такі найбільші річки: Киваліна, Кобук, Коколік, Кукповрук, Кукпак, Ноатак, Утукок, Пітмегея та Вулик, З Сибірського берега найважливіші річки: Амгуема, Іонівеїм, Чегітан.

## Межі моря
Міжнародна гідрографічна організація так визначає межі Чукотського моря:
- На заході: східна межа Східносибірського моря [Від північної точки острова Врангеля через цей острів до мису Блоссем звідти до мису Якан на материку (176°40' сх. д).
- На півночі: лінія від мису Барроу, Аляска (71°20′ пн. ш. 156°20′ зх. д. / 71.333° пн. ш. 156.333° зх. д.) до найпівнічнішої точки острова Врангель (179°30' зх. д.).
- На півдні: Полярне коло (66°33'39" пн. ш.) між Сибіром і Аляскою (північна межа Берингового моря).

## Гідрологія
Материковий стік у Чукотському морі вельми малий. Сюди надходять всього 72 км³/рік річкової води або 54 км³/рік дають річки Аляски та 18 км³/рік приносять річки Чукотки. Настільки невеликий береговий стік не впливає суттєво на гідрологічні умови Чукотського моря в цілому, але позначається на температурі і солоності прибережних вод.
В значно більше на природу Чукотського моря впливає водообмін із Центральним Полярним басейном і надходження тихоокеанських вод. Відкрите на північ море має вільне сполучення з холодними водами Північного Льодовитого океану і обмежено пов'язано з Беринговим морем (30 000 км³/рік), що трохи підіймає температуру вод моря. Деяке підвищення температури води в придонних горизонтах на півночі пов'язано з проникненням сюди теплих атлантичних вод.

### Температура води
Величини та розподіл температури води в морі визначають головним чином радіаційний прогрів і осінньо-зимове вихолоджування водної поверхні.
Взимку і на початку весни температура в підлідньому шарі води розподіляється досить рівномірно по акваторії моря і дорівнює –1,6...–1,8 °C. Наприкінці весни на поверхні чистої води вона підвищується до –0,5...–0,7 °C у кромки льодів і до +2...+3 °C у Берингової протоки. Літній прогрів і приплив тихоокеанських вод із середньомісячною температурою від 0,2 до 4,0 °C підвищують поверхневу температуру Чукотського моря, але вона неоднакова у різних акваторіях. Температура води в серпні в прикрайковій зоні дорівнює –0,1...–0,3 °C в західній частині, біля берега її величини досягають приблизно 4 °C, на схід від меридіана 168° зх. д., де проходить вісь тихоокеанського потоку, вона дорівнює 7—8 °C, а в східній частині Берингової протоки може досягати 14 °C. В цілому західна частина моря холодніше, ніж східна, де головним чином поширюються теплі тихоокеанські води.
Вертикальний розподіл температури води неоднаковий у різних акваторіях у різні сезони. Взимку і на початку весни вона всюди приблизно однакова від поверхні до дна і дорівнює –1,7...–1,8 °C, тільки в районі Берингової протоки на горизонті 30 м відзначається її підвищення до –1,5 °C. Подальший весняний прогрів підвищує температуру на поверхні чистої води, але на горизонтах 5—10 м вона досить різко, а глибше більш плавно знижується до дна. Влітку на півдні і сході моря радіаційний прогрів поєднується з адвекцією тепла, висока температура води поширюється на досить глибокі горизонти, аж до дна. Поверхнева температура +6...+7 °C спостерігається і на горизонтах 10—12 м, звідки вона знижується з глибиною, зберігаючи навіть у дна значення +2,5...+2,0 °C. У центральній частині моря вплив вод Берингового моря проявляється менше, і це відбивається на вертикальному ході температури. Поверхневе значення її (близько +5 °C) охоплює шар завтовшки 5-7 м, потім вона досить інтенсивно знижується до горизонту 30 м, де вона переходить через 0 °C. В районі банки Геральда температура на поверхні декілька знижена талими водами льодів. У шарі від 10 до 15 м температура під впливом теплих вод Берингового моря знову підвищується, від 20 до 40 м температура води знижується до негативних величин, які зберігаються до дна. У північних межах моря в області глибокого Чукотського жолобу у верхніх горизонтах близько 20 м температура води дорівнює 2—3 °C, потім відбувається зниження її до –1,6 °C на глибині 100 м, нижче його вона злегка підвищується до нульових значень у придонному шарі. Це викликано проникненням сюди теплих атлантичних вод із Центрального Арктичного басейну. Восени охолодження води поширюється від поверхні вглиб, вирівнюючи температуру по вертикалі.

### Солоність
На величину і просторово-часовий розподіл солоності на поверхні Чукотського моря впливають неоднаковий сезонний приплив тихоокеанських, а в прибережній зоні і річкових вод. Взимку і напочатку весни характерна підвищена солоність підлідного шару, що дорівнює приблизно 31 ‰ на заході, близька до 32 ‰ в центральній і північно-східній частинах і найвища (33,0—33,5 ‰) в районі Берингової протоки, куди поширюються солоніші тихоокеанські води. З кінця весни і влітку, коли інтенсивно тане лід, посилюється приплив вод через Берингову протоку і збільшується материковий стік, картина розподілу солоності на поверхні моря стає досить строкатою. Загалом вона збільшується із заходу на схід приблизно від 28 до 30—32 ‰, що відбиває взаємодію вод холодної Чукотської і теплої Тихоокеанської течій. У кромки льодів у результаті їх танення вона зменшується до 24 ‰, а поблизу гирла великих річок її значення рівні 3—5 ‰. В районі Берингової протоки солоність продовжує залишатися найбільшою (32,5 ‰). Восени з початком льодоутворення починається повсюдне збільшення солоності і її рівномірніший розподіл на поверхні моря.
Від поверхні до дна солоність збільшується. Проте зміна її по вертикалі відбувається по-різному в часі і в просторі. Взимку і на початку весни вона, вельми мало змінюється по всій товщі води. Лише на північний захід від Берингової протоки, в сфері впливу тихоокеанських вод досить помітно значне збільшення солоності між горизонтами 20 і 30 м, де вона підвищується від 31,5 до 32,5 ‰. У міру віддалення від зони впливу цих вод підвищення солоності з глибиною не є таким значним і відбувається більш плавно. В результаті весняного танення льоду поблизу його кромки вона різко підвищується в шарі від 5 до 10—15 м від 30 до 31—32 ‰. Нижче збільшення її йде досить повільно і у дна вона наближається до 33 ‰. Подібний хід солоності по вертикалі спостерігається і в прибережній смузі моря з тією лише різницею, що поверхневий шар опріснено набагато сильніше, але він підстилається водами з солоністю 30—31 ‰.

### Водні маси
Наступні водні маси визначають гідрологічний режим моря:
- Поверхневі арктичні води з властивими їм океанологічними характеристиками поширені у західних і центральних акваторіях.
- Опріснена вода біля гирл великих річок, у вузькій прибережній зоні.
- Глибинні атлантичні води, що мають максимальну температуру 0,7—0,8 °C, поширені на північній околиці моря материковий схил прорізає глибокий Чукотський жолоб, на глибинах 400—450 м Вони проникають сюди від Шпіцбергену за 5 років
- Проміжний шар формується між поверхневими і атлантичними водами з властивими йому величинами температури і солоності.
- Тихоокеанські води, займають східну частину моря, вони потрапляють у море через Берингову протоку і зазвичай просуваються у вигляді Аляскинської гілки на північ і схід, але в окремі роки значний розвиток має Лонговська гілка теплої течії, яка через протоку Лонга прямує до Східносибірського моря. У міру просування в Чукотському морі тихоокеанські води змішуються з місцевими, охолоджуються і занурюються в підповерхневі шари. У східній частині моря з глибинами до 40—50 м вони поширюються від поверхні до дна. У більш глибоких північних районах моря тихоокеанські води утворюють прошарок із ядром, розташованим на горизонтах 40—50—100 м, під якими розташовується глибинна вода. У поверхневих арктичних і тихоокеанських водах формуються і руйнуються сезонні шари, пов'язані з внутрішньорічною мінливістю вертикального розподілу океанологічних характеристик.

### Течії
Поверхневі течії моря в цілому утворюють слабо виражений циклонний кругообіг. Виходячи з Берингової протоки, тихоокеанські води поширюються віялоподібно. Їх основний потік спрямований майже на північ. На широтах затоки Коцебу до них приєднуються опріснені материковим стоком води, що виносяться з цієї затоки. Рухаючись далі на північ, води Беринговоморської течії біля мису Хоп поділяються на два потоки. Один із них продовжує рухатися на північ і за мисом Лісберн повертає на північний схід до мису Барроу. Другий від мису Хоп відхиляється на північний захід. Зустрічая на шляху перешкоду (о. Геральд), цей потік розбивається на дві гілки. Одна з них (Лонговська гілка) прямує на захід до південних берегів острова Врангеля, де зливається з течією, що огинає цей острів зі східного боку. Інша (Геральдовська гілка), продовжує прмувати в північно-західному напрямку, через улоговину Геральд проникає до 73—74° півн. ш. Тут вона зустрічається з місцевими холодними водами і повертає на схід. Друга течія, що прямує до Чукотського моря, з протоки Лонга прмує вздовж материкового узбережжя на південний схід. При досить сильному розвитку Чукотської течії воно заходить у Берингову протоку і поширюється поблизу його західного берега. При слабкому розвитку цієї течії води Беринговоморської течії віджимають її на північний схід.
В результаті зустрічі Беринговоморської і Чукотської течій у південній і середній частинах моря утворюється декілька кругообігів циклонічного типу. Центр одного з таких кругообігів знаходиться у мису Дежньова, а іншого лежить на перетині меридіана від мису Серце-Камінь і паралелі 68 ° півн. ш. У більшості випадків швидкість постійних течій у море буває від 30 до 50 см/с, але в Беринговій протоці при попутних вітрах вона досягає 150 см/с. Найбільший розвиток постійні течії отримують влітку, взимку вони слабшають. Взимку помітно проявляються короткочасні вітрові течії. Припливні течії мають швидкість 10, 15 і 20 см/с. У деяких місцях (бухта Роджерса) швидкість течій збільшується до 70—80 см/с. Напрямок течій змінюється на за годинниковою стрілкою.

### Припливи й хвилювання
Припливи в Чукотському морі порушуються трьома припливними хвилями. Одна приходить із півночі з Центрального Арктичного басейну, інша проникає із заходу через протоку Лонга і третя прямує з півдня через Берингову протоку. Лінія зустрічі їх проходить приблизно від мису Серце-Камінь до мису Хоп. Зустрічаючись, ці хвилі інтерферують, що ускладнює припливні явища в Чукотському морі. За своїм характером припливи тут півдобові, але відрізняються більшою розмаїтістю швидкостей течій і висот підйому рівня в різних акваторіях моря.
Величина припливу незначна по всьому узбережжю Чукотки. У деяких пунктах це всього 10—15 см. На острові Врангеля припливи значно більше. У бухті Роджерса рівень у повну воду піднімається над рівнем малої води на 150 см, так як сюди приходить сумарна хвиля, що утворюється від складання хвиль, що надходять із півночі і заходу. Така ж величина припливу спостерігається і в вершині затоки Коцебу, але тут великі припливи пояснюються конфігурацією берегів і рельєфом дна затоки.
Згінно-нагінні коливання рівня в Чукотському морі відносно невеликі. В окремих пунктах Чукотського півострова вони досягають 60 см. На берегах острова Врангеля згінно-нагінні явища затушовуються припливними коливаннями рівня.
У Чукотському морі порівняно рідко виникає сильне хвилювання. Найбурхливішим воно буває восени, коли штормові вітри викликають хвилювання 5—7 балів. Проте через невеликі глибини і обмеженості вільних від льоду просторів води тут не розвиваються дуже великі хвилі. Лише на великих, вільних від льоду просторах південно-східної частині моря при сильних вітрах висота хвиль може досягати 4—5 м і великої крутизни. В поодиноких випадках хвилі мають заввишки 7 м.

### Льодовий режим
Чукотське море вкрито морською кригою різної товщини і віку цілий рік. Взимку з листопада — грудня по травень — червень море суцільно покрито льодом нерухомим у самого берега і плавучим далеко від нього. Проте припай тут розвинено незначно, що оздоблює вузьку прибережну смугу і врізані в берег бухти і затоки. завширшки до 10—20 км. За припаєм розташовуються льоди, що дрейфують. Здебільшого це одно- і дворічні льодові утворення завтовшки 150—180 см. На півночі моря зустрічаються багаторічні важкі льоди. При затяжних вітрах, віджимаючих дрейфуючий лід від материкового узбережжя Аляски, між ним і припаєм утворюється стаціонарна аляскинська ополонка. Одночасно в західній частині моря формується врангелівський крижаний масив. Уздовж узбережжя Чукотки за припаєм іноді відкривається вузька, але дуже протяжна (до багатьох сотень кілометрів) Чукотська заприпайна прогалина.
Влітку кромка льоду відступає на північ. У морі утворюються Чукотський і врангелівських крижані масиви. Перший із них складається з важких льодів. Мінімальна кількість льоду в морі зазвичай буває з другої половини серпня до першої половини жовтня. В окремі роки лід накопичується в протоці Лонга і у вигляді язику, що прямує уздовж Чукотського берега. У такі роки плавання суден тут вкрай важке. В інші роки льоди навпаки відступають далеко від берегів Чукотського півострова, що дуже сприятливо для навігації. В кінці вересня починається утворення молодого льоду, який із плином часу продовжує наростати і до зими покриває все море.

## Гідрохімія
Широкий зв'язок із Центральним Арктичним басейном, невеликий річковий стік і надходження тихоокеанських вод визначають гідрохімічні умови Чукотського моря, для яких характерні океанічні риси і майже не помітно вплив материкових вод. Вміст кисню і поживних солей у воді неоднаковий по площі і по горизонтах моря, а також змінюється від сезону до сезону. Пізньої осені і взимку, коли крижаний покрив ізолює море від атмосфери, кількість кисню невелике у верхніх шарах і мізерно мало у дна. Навесні і особливо влітку вільний від льоду простір моря збагачується киснем. Високий відносний вміст його (112—130 %) спостерігається у верхніх шарах, які на півдні охоплюють горизонти 0—30 м, на півночі 0—10, а серед льодів тільки 0—5 м. Таким чином, багатий киснем шар зменшується з півдня на північ. Під ним кількість розчиненого кисню зменшується, знижується відносний вміст цього газу і в прибережній зоні моря, де він витрачається на окислення органічних речовин, принесених материковим стоком.
Кількість розчинених у воді поживних солей, зокрема фосфатів, значно більше взимку, ніж влітку, коли вони інтенсивно споживаються планктоном. З тієї ж причини їх менше в поверхневих горизонтах порівняно з глибинними. У північних районах моря вміст фосфатів у поверхні 40 мг/м³, а у дна 70—80 мг/м³. У південній частині моря кількість їх зменшується до 6 мкг/л на поверхні і до 50 мкг/л біля дна.

## Клімат
Акваторія моря лежить в арктичному кліматичному поясі. Цілий рік переважає полярна повітряна маса. Льодовий покрив цілорічний. Низькі температури повітря цілий рік. Атмосферних опадів випадає недостатньо. Порівняно м'яка зима і холодне літо.

## Біологія
Акваторія моря утворює окремий екорегіон Чукотського моря арктичної морської зоогеографічної провінції. У зоогеографічному відношенні донна фауна континентального шельфу й острівних мілин до глибини 200 м відноситься до арктичної циркумполярної області арктичної зони.

## Історія
28 вересня 1878 експедиція на чолі з Норденшельдом на судні «Вега» рухаючись Північним морським шляхом вмерзла, вперше в історії, в кригу Чукотського моря. Рухатись далі було не можливо і команді довелося перезимувати на судні. Але навіть у цьому випадку матроси знали, що відкритої води лише декілька миль. Наступного року, звільнившись із крижаного полону, «Вега» пройшла Беренгову протоку і вийшла в Тихий океан.
В 1913 році судно Карлук було залишене головою експедиції Вільялмур Стефанссоном, дрейфувало вмерзле в кригу до острова Геральда, де було розчавлене кригою. Люди, що залишилися живими, попрямували до острова Врангеля, де опинились у безвиході. Тоді капітан Роберт Бартлетт пройшов сотні кілометрів з ескімосом Катактовик по кризі Чукотського моря, щоб на отримати допомогу. Вони досягли мису Ванкарем на Чукотському узбережжі 15 квітня 1914. Дванадцять живих членів експедиції були знайдені на острові Врангеля через дев'ять місяців King & Winge, нещодавно збудованою арктичною рибальською шхуною.
У 1933-му пароплав «Челюскін», що прямував із Мурманська на схід, мав зробити прохід Північним морським шляхом до Тихого океану, щоб продемонструвати, можливість проходу за один сезон. Судно вмерзло в тороси в Чукотському морі й після дрейфу в кризі більш як два місяці було розчавлене 13 лютого 1934 біля острова Колючин. Внаслідок катастрофи на кризі опинилось 104 людини. Радянський уряд влаштував повітряну евакуацію, всі були врятовані. Капітан Володимир Воронін і голова експедиції Отто Шмідт стали героями.

## Нафтові і газові ресурси
Вважається, що Чукотський шельф має нафтові (30 млрд барелів) і газові запаси 4,8×109 м³. Було проведено аукціон за оренду газо-, нафтовидобувної області. 6 лютого 2008 року, американський уряд заявив, що сплата в бюджет за оренду складе близько 2,6 млрд US $.